# Stig Larsen
Stig Larsen (* 18. Februar 1962 in Odense) ist ein ehemaliger dänischer Radrennfahrer und nationaler Meister im Radsport. 

## Sportliche Laufbahn
Larsen gewann 1978 und 1979 bei den dänischen Meisterschaften der Junioren seine ersten nationalen Titel, als er im Zeitfahren siegte. 1980 wurde er sogar dreifacher Juniorenmeister, als er neben dem Zeitfahren auch das Punktefahren und den Sprint gewann. Bei den Amateuren holte er dann 1981 die Meisterschaft in der Mannschaftsverfolgung mit Henning Larsen, Claus Rasmussen und Peter Ellegaard. 1982 gewann er den Titel erneut mit Jan Møller, Henning Robert Larsen und Rasmussen. Für die Olympischen Sommerspiele 1984 in Los Angeles war er als Ersatzfahrer für den Vierer und das Zeitfahren nominiert.